# 拟纤维茨藻
拟纤维茨藻（学名：Najas pseudogracillima），一种于香港中文大学崇基学院发现的藻类植物，隶属于水鳖科茨藻属。

## 形态特征
拟纤维茨藻茎高约10厘米，直径约0.3毫米。叶通常假轮生，5，9-11×约0.3毫米；鞘1-2毫米；叶耳圆形至稍倒心形，短，有3-5齿的微小细锯齿，每侧的上缘有6-10微小锯齿。植株雌雄同株；花1-3每腋，雄花在上腋和雌花在下面。雄花椭圆形，0.6-0.8毫米；无佛焰苞；花药1鞘。雌花不明显，约1毫米；花柱长约1毫米；柱头2或3裂。果1.6-2×约0.5毫米。种子椭圆形长圆形，具超过25行的坑；小乳晕长圆形，纵向拉长；细胞壁未升高。花期和果期7-11月。